# Polsloe
Polsloe – dzielnica w Exeter w Anglii, w Devon, w dystrykcie Exeter. W 2011 miejscowość liczyła 6786 mieszkańców. Polsloe jest wspomniana w Domesday Book (1086) jako Polesleuge/Polesleuia.